# Blagovo
Blagovo (bulgariska: Благово) är ett distrikt i Bulgarien.   Det ligger i kommunen Obsjtina Montana och regionen Montana, i den västra delen av landet, 70 kilometer norr om huvudstaden Sofia.
Omgivningarna runt Blagovo är en mosaik av jordbruksmark och naturlig växtlighet. Runt Blagovo är det ganska tätbefolkat, med 67 invånare per kvadratkilometer.